# Utilizzatori del McDonnell Douglas MD-11

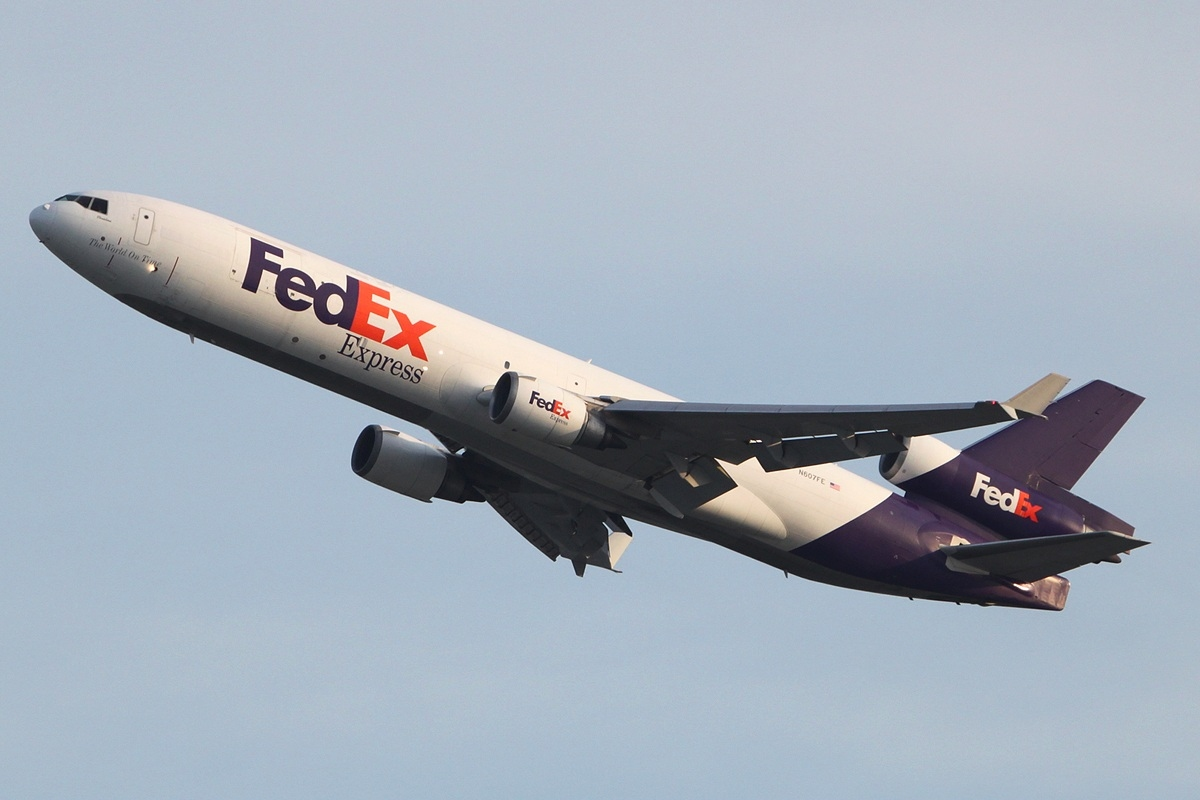
Un McDonnell Douglas MD-11 di FedEx Express, l'utilizzatore principale di questo tipo di aereo.

Il McDonnell Douglas MD-11 è un aereo di linea trimotore a getto ad ala bassa prodotto dall'azienda statunitense McDonnell Douglas ed utilizzato su rotte di lungo raggio. A novembre 2014 non risultavano più in servizio di linea MD-11 per il trasporto di passeggeri, dopo l'abbandono anche da parte di KLM in vista del suo programma di rinnovo della flotta, mentre viene largamente impiegato nei servizi cargo.
La McDonnell Douglas, oggi confluita nella Boeing, sviluppò l'MD-11 per sostituire il suo aereo di linea per le rotte medio-lunghe DC-10, oramai giunto a fine carriera; rispetto al DC-10, l'MD-11 ha una fusoliera più lunga, una cabina di pilotaggio digitale, dei motori più potenti e le winglet. L'MD-11 fu presentato nel giugno del 1985 durante il Salone internazionale dell'aeronautica e dello spazio di Parigi-Le Bourget; venne lanciato ufficialmente il 30 dicembre 1986.

## Ordini e consegne
Legenda tabella:
- O/C: Ordini e consegne.
- OP: Esemplari operativi.

Note:
- dati aggiornati al febbraio 2024[1][2][3];
- il numero degli esemplari operativi è da considerarsi una stima più o meno accurata;
- alcuni utilizzatori hanno più aerei operativi che ordinati. Ciò è dovuto al fatto che le compagnie hanno comprato velivoli di seconda mano o hanno effettuato leasing, e questi non risultano come ufficiali nel conteggio degli ordini;
- il McDonnell Douglas MD-11 non è più in produzione, tutti gli esemplari ordinati sono stati consegnati.

| Compagnia                 | Compagnia                   | MD-11 | MD-11 | MD-11ER | MD-11ER | MD-11F | MD-11F | MD-11C | MD-11C | TOTALE | TOTALE |
| Stato                     | Nome                        | O/C   | OP    | O/C     | OP      | O/C    | OP     | O/C    | OP     | O/C    | OP     |
| ------------------------- | --------------------------- | ----- | ----- | ------- | ------- | ------ | ------ | ------ | ------ | ------ | ------ |
| Italia (bandiera)         | Alitalia                    | 3     |       |         |         |        |        | 5      |        | 8      |        |
| Stati Uniti (bandiera)    | American Airlines           | 19    |       |         |         |        |        |        |        | 19     |        |
| Taiwan (bandiera)         | China Airlines              | 4     |       |         |         |        |        |        |        | 4      |        |
| Cina (bandiera)           | China Eastern Airlines      | 5     |       |         |         | 1      |        |        |        | 6      |        |
| Belgio (bandiera)         | CityBird                    | 3     |       |         |         |        |        |        |        | 3      |        |
| Stati Uniti (bandiera)    | Delta Air Lines             | 15    |       |         |         |        |        |        |        | 15     |        |
| Taiwan (bandiera)         | EVA Air                     | 2     |       |         |         | 9      |        |        |        | 11     |        |
| Stati Uniti (bandiera)    | FedEx Express               |       | 26    |         |         | 22     | 10     |        |        | 22     | 36     |
| Finlandia (bandiera)      | Finnair                     | 4     |       |         |         |        |        |        |        | 4      |        |
| Indonesia (bandiera)      | Garuda Indonesia            | 6     |       | 3       |         |        |        |        |        | 9      |        |
| Stati Uniti (bandiera)    | GATX Financial Corporation  | 1     |       |         |         |        |        |        |        | 1      |        |
| Irlanda (bandiera)        | GPA Group                   | 2     |       |         |         |        |        |        |        | 2      |        |
| Stati Uniti (bandiera)    | International Lease Finance | 3     |       |         |         | 3      |        |        |        | 6      |        |
| Giappone (bandiera)       | Japan Airlines              | 10    |       |         |         |        |        |        |        | 10     |        |
| Arabia Saudita (bandiera) | Regno dell'Arabia Saudita   | 2     |       |         |         |        |        |        |        | 2      |        |
| Paesi Bassi (bandiera)    | KLM                         | 10    |       |         |         |        |        |        |        | 10     |        |
| Corea del Sud (bandiera)  | Korean Air                  | 5     |       |         |         |        |        |        |        | 5      |        |
| Germania (bandiera)       | LTU                         | 4     |       |         |         |        |        |        |        | 4      |        |
| Germania (bandiera)       | Lufthansa Cargo             |       |       |         |         | 14     |        |        |        | 14     |        |
| Paesi Bassi (bandiera)    | Martinair Cargo             |       |       |         |         | 6      |        |        |        | 6      |        |
| Giappone (bandiera)       | Mitsui & Co                 | 5     |       |         |         |        |        |        |        | 5      |        |
| Arabia Saudita (bandiera) | Saudi Arabian Airlines      |       |       |         |         | 4      |        |        |        | 4      |        |
| Svizzera (bandiera)       | Swissair                    | 16    |       |         |         |        |        |        |        | 16     |        |
| Thailandia (bandiera)     | Thai Airways International  | 4     |       |         |         |        |        |        |        | 4      |        |
| Stati Uniti (bandiera)    | United Parcel Service       |       | 30    |         |         |        | 5      |        |        |        | 35     |
| Brasile (bandiera)        | Varig                       | 4     |       |         |         |        |        |        |        | 4      |        |
| Brasile (bandiera)        | VASP                        | 4     |       |         |         |        |        |        |        | 4      |        |
| Stati Uniti (bandiera)    | Western Global Airlines     |       | 8     |         |         |        | 7      |        | 2      |        | 17     |
| Stati Uniti (bandiera)    | World Airways               |       |       | 2       |         |        |        |        |        | 2      |        |
| TOTALE                    | TOTALE                      | 131   | 64    | 5       | 0       | 59     | 22     | 5      | 2      | 200    | 88     |

## Timeline e grafico
|          |       | 1986 | 1987 | 1988 | 1989 | 1990 | 1991 | 1992 | 1993 | 1994 | 1995 | 1996 | 1997 | 1998 | 1999 | 2000 | 2001 | Totale |
| -------- | ----- | ---- | ---- | ---- | ---- | ---- | ---- | ---- | ---- | ---- | ---- | ---- | ---- | ---- | ---- | ---- | ---- | ------ |
| Ordini   | MD-11 | 11   | 20   | 44   | 18   | 37   | 10   | 7    | 6    | 4    | 9    | 10   | 11   | 13   | –    | –    | –    | 200    |
| Consegne | MD-11 | –    | –    | –    | –    | 3    | 31   | 42   | 36   | 17   | 18   | 15   | 12   | 12   | 8    | 4    | 2    | 200    |

     Ordini
     Consegne